# Arthur Stockdale Cope

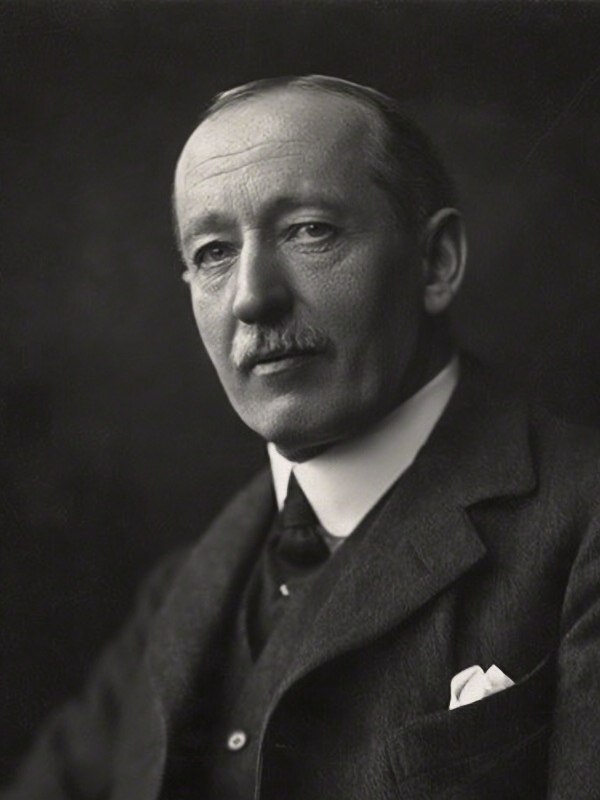
Arthur Stockdale Cope um 1910

Sir Arthur Stockdale Cope RA (* 2. November 1857; † 5. Juli 1940 in London) war ein englischer Porträtmaler.

## Leben und Werk
Arthur Stockdale Cope war der Sohn des Historien- und Genremalers Charles West Cope (1811–1890). Cope studierte Kunst an der Kunstschule von Francis Stephen Cary. Später wechselte er an die Royal Academy Schools und entwickelte sich zu einem gefragten Porträtisten. Zwischen 1876 und 1935 stellte er an der Royal Academy of Arts und der Royal Society of Portrait Painters insgesamt 288 Werke aus. Namhafte Persönlichkeiten standen ihm Modell, darunter die britischen Könige Edward VII. und George V. Auch der deutsche Kaiser Wilhelm II. ließ sich zweimal von Cope porträtieren. Das Gemälde von 1895 wurde Königin  Victoria, der Großmutter von Wilhelm, als Geschenk vermacht. Das zweite Porträt von 1905 ging an Edward VII. und war von 1909 bis 1911 im Zentralraum (Central Room) des Buckingham Palace ausgestellt. Cope malte auch 1912 den späteren König Edward VIII. vor seiner Thronbesteigung als Prince of Wales.

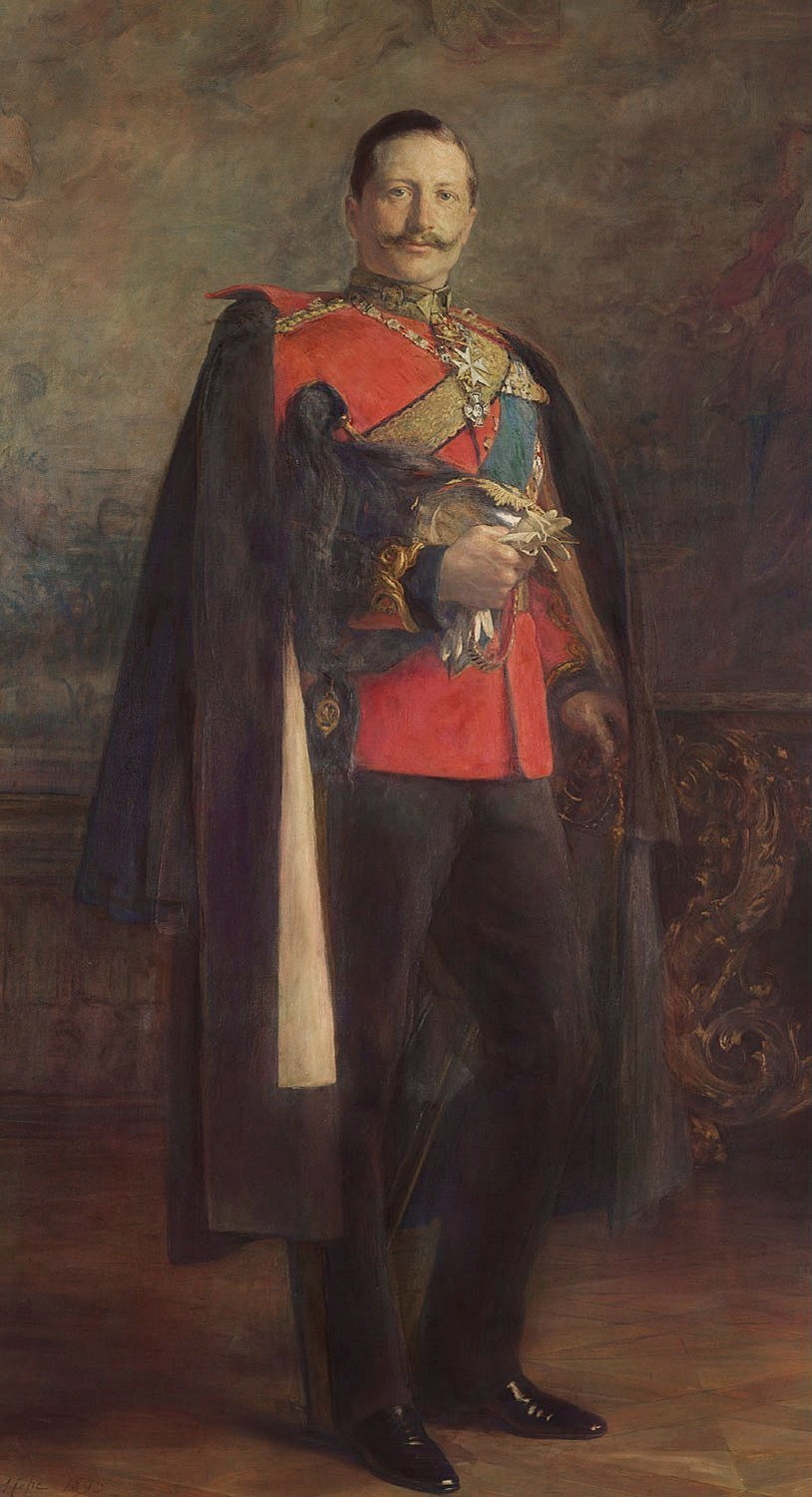
Kaiser Wilhelm II. (1895)
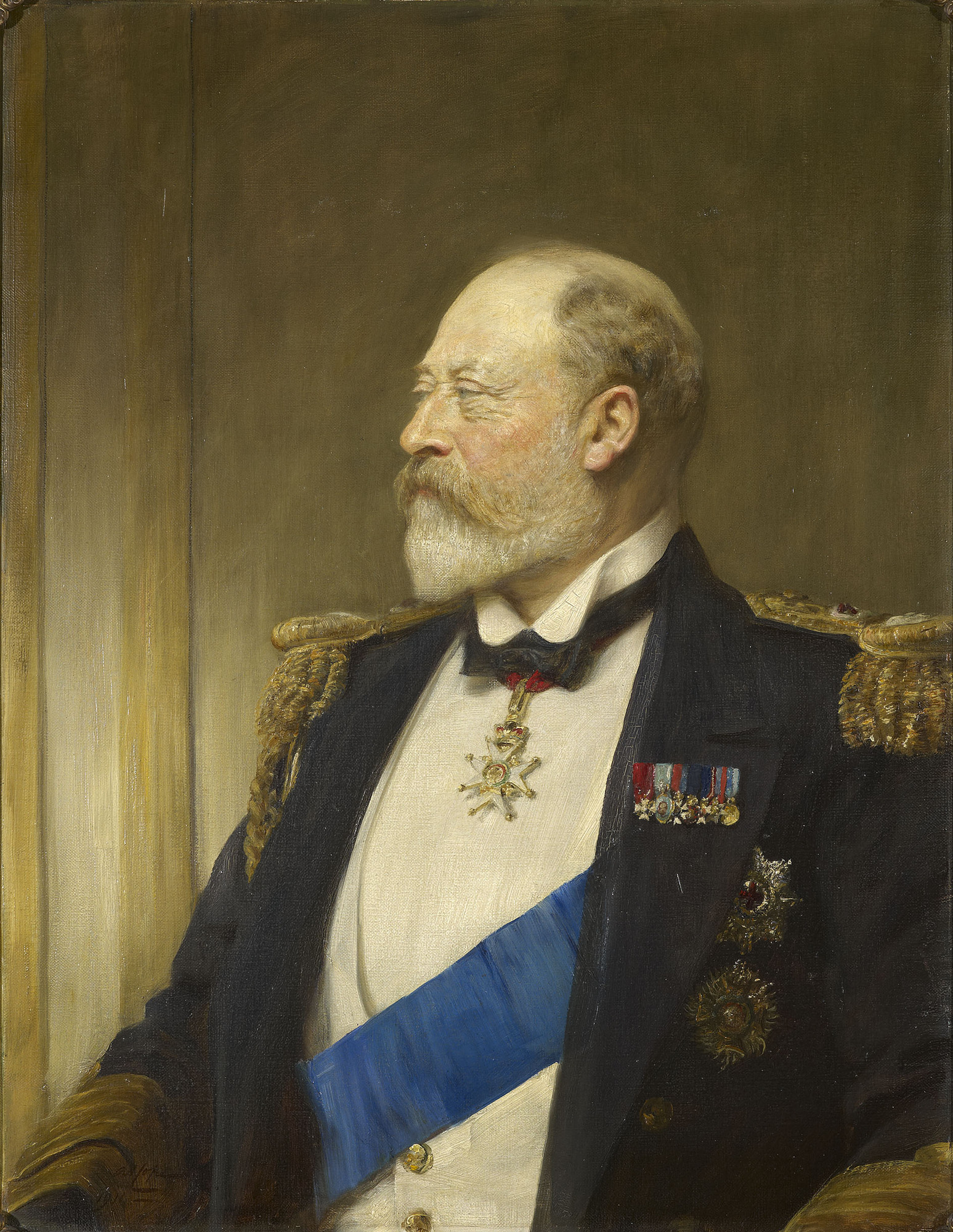
König Edward VII. (1911)
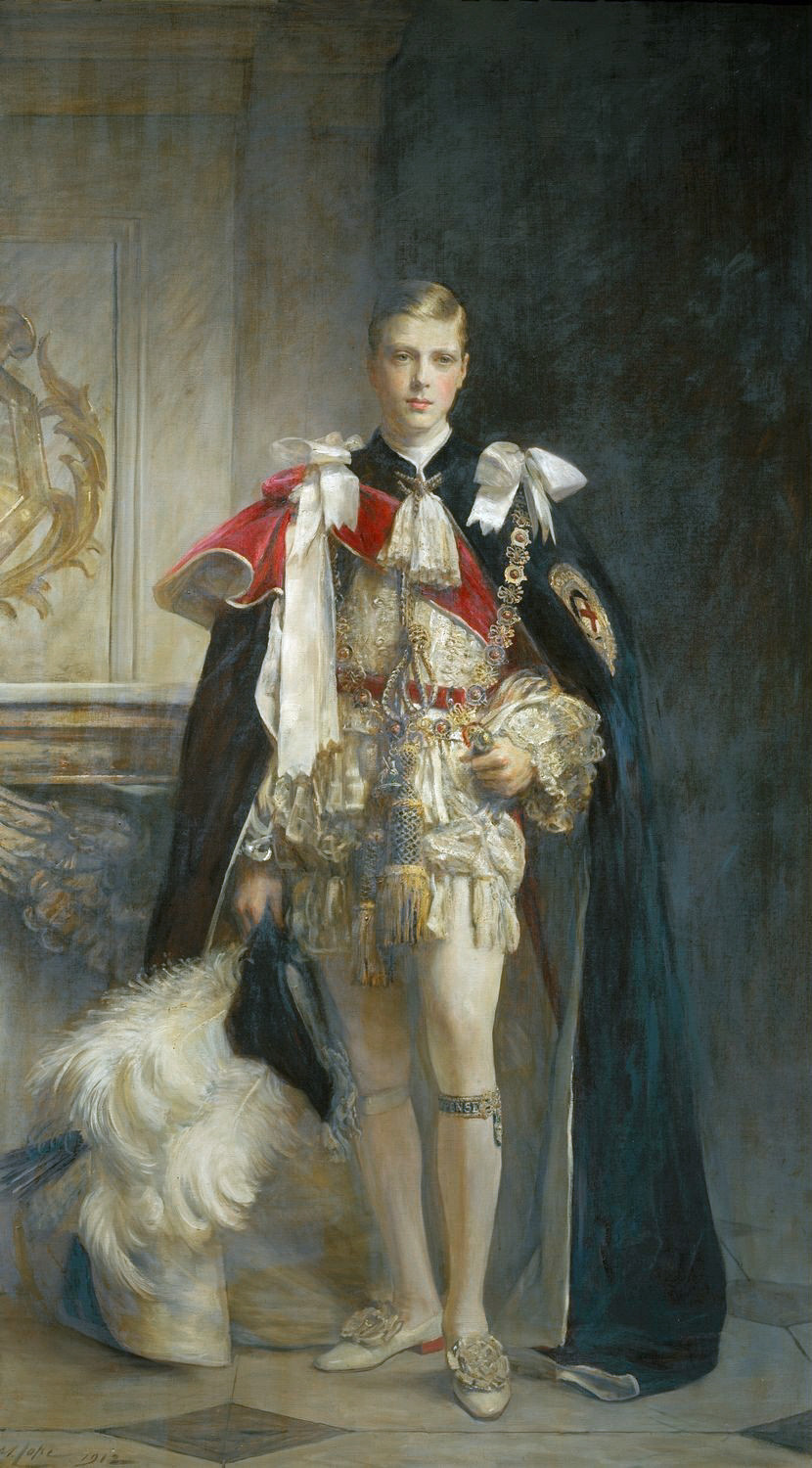
König Edward VIII. als Prince of Wales (1912)
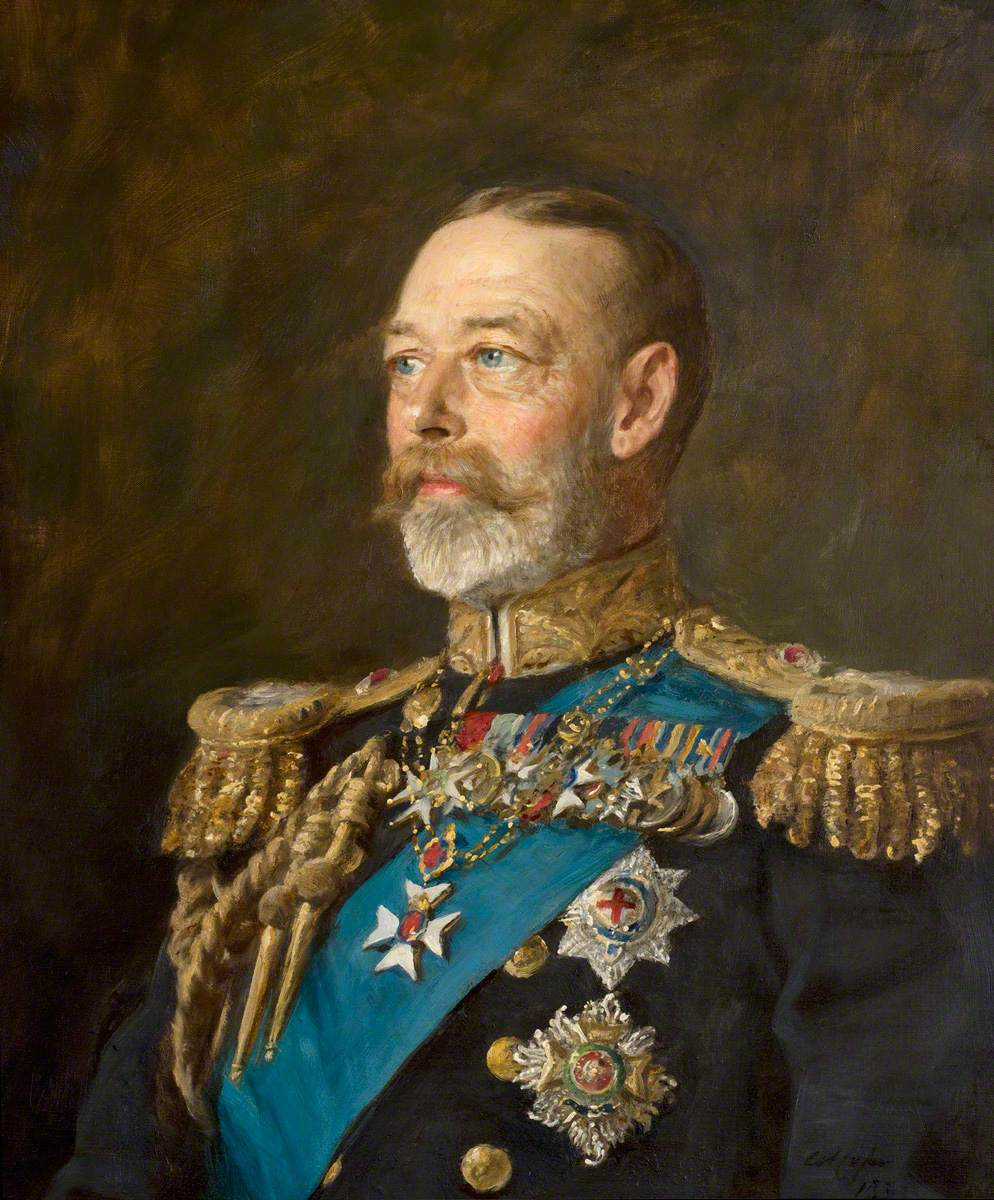
König George V. (1933)

Kurz nach Ende des Ersten Weltkriegs gab der südafrikanische Finanzier Abraham Bailey (1864–1940) drei Gruppenporträts in Auftrag, die die große Bedeutung der britischen Politiker, der Armee und der Marine für den Sieg im Weltkrieg würdigen sollten. James Guthrie (1859–1930) porträtierte die Politiker in Statesmen of World War I und John Singer Sargent (1856–1925) malte die führenden Vertreter der Armee in General Officers of World War I. Arthur Stockdale Cope stellte die wichtigsten Marineoffiziere in Naval Officers of World War I dar. Die drei Gemälde sind heute Teil der Sammlung der National Portrait Gallery von London. 

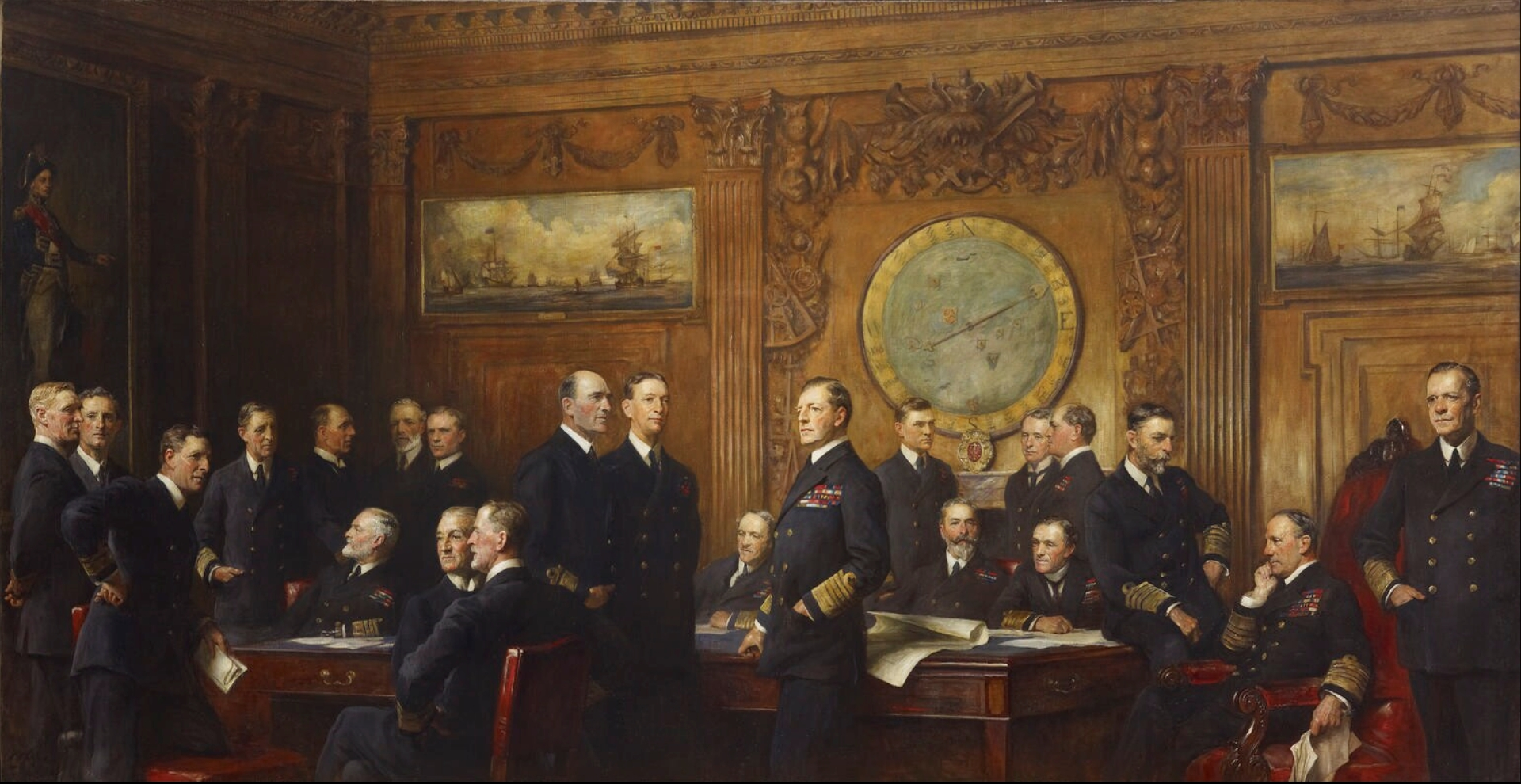
Naval Officers of World War I (1921)

Seine herausragenden Arbeiten und sein besonderer Malstil brachten ihm einige Auszeichnungen: 1900 wurde er Fellow der Royal Society of Portrait Painters, 1910 wählte man ihn zum Mitglied der Royal Academy. 1917 wurde er als Knight Bachelor in den Ritterstand erhoben und durfte seinem Namen ein Sir voranstellen. Daneben betrieb Cope auch eine Kunstschule in South Kensington. Die Malerin und Innenarchitektin Vanessa Bell (1879–1961) zählte zu seinen Schülerinnen. 1927 wurde er als Knight Commander in den Royal Victorian Order (KCVO) sowie als assoziiertes Mitglied in die Académie royale des Sciences, des Lettres et des Beaux-Arts de Belgique aufgenommen.